# جون ويب (مجدف)
جون ويب (بالإنجليزية: John Webb)‏ هو مجدف جنوب أفريقي، ولد في 25 مارس 1930، وتوفي في 25 ديسمبر 2006 في سونينغدل في المملكة المتحدة.

## وصلات خارجية
- جون ويب على موقع الاتحاد الدولي للتجديف (الإنجليزية)
- جون ويب على موقع أوليمبيديا (الإنجليزية)